# Darwinia collina
Darwinia collina là một loài thực vật có hoa trong Họ Đào kim nương. Loài này được Gardner mô tả khoa học đầu tiên vào năm 1923.Đây là một loài thực vật đặc hữu của Tây Úc.